# Seconda divisione brasiliana di Rugby 2024
Il campionato di seconda divisione brasiliana 2004 è il torneo di rugby a 15 di seconda divisione del Brasile gestito dalla CBRu.
La formula del torneo e la stessa della passata edizione.

## Formula del torneo
Il torneo si svolge in due fasi:
1ª fase - Torneios de Acesso
Le undici squadre partecipanti sono divise in 3 tornei regionali, in gironi di sola andata: 
- Taça Sul
- Taça São Paulo-Paraná
- Taça Rio-Minas

Le prime due di ogni girone partecipano alla seconda fase.

2ª fase - Torneio Qualificatório para o Super
Le sei squadre affronteranno le sei squadre provenienti dal Super 12 in 3 gironi si sola andata. Le prime due saranno amesse al Super 12 2025.

## Squadre partecipanti alTorneio de acesso

### Taça Sul
| Squadra               | Città            | Stato             |
| --------------------- | ---------------- | ----------------- |
| Antiqua UFPel Rugby   | Pelotas          | Rio Grande do Sul |
| Centauros Rugby Clube | Estrela          | Rio Grande do Sul |
| Colonos               | Marau            | Rio Grande do Sul |
| SJB Rugby             | São João Batista | Santa Catarina    |

### Taça São Paulo-Paraná
| Squadra                   | Città                   | Stato              |
| ------------------------- | ----------------------- | ------------------ |
| Engenharia/Leões          | San Paolo               | San Paolo          |
| Lechuza Rugby             | Itu Sorocaba Votorantim | San Paolo          |
| Indaiatuba Rugby Tornados | Indaiatuba              | San Paolo          |
| União Pé Vermelho         | Londrina                | Paraná e San Paolo |

### Taça Rio-Minas
| Squadra            | Città          | Stato          |
| ------------------ | -------------- | -------------- |
| Carioca Rugby F.C. | Rio de Janeiro | Rio de Janeiro |
| Itaguaí Rugby      | Itaguaí        | Rio de Janeiro |
| Maxambomba Rugby   | Nova Iguaçu    | Rio de Janeiro |
| Rio Rugby          | Rio de Janeiro | Rio de Janeiro |

## Torneio de acesso

### Taça Sul
| Data       | Incontro            | Risultato |
| ---------- | ------------------- | --------- |
| 06/07/2024 | Colonos ― SJB       | 38-5      |
| 06/07/2024 | Centauros ― Antiqua | 31-12     |
| 20/07/2024 | SJB ― Centauros     | 43-41     |
| 20/07/2024 | Antiqua ― Colonos   | 14-48     |
| 03/08/2024 | Antiqua ― SJB       | 34-17     |
| 03/08/2024 | Centauros ― Colonos | 12-18     |

| Pos | Squadra   | G | V | N | P | PF  | PS  | P±  | BP | PT |
| --- | --------- | - | - | - | - | --- | --- | --- | -- | -- |
| 1   | Colonos   | 3 | 3 | 0 | 0 | 104 | 31  | 73  | 2  | 14 |
| 2   | Centauros | 3 | 1 | 0 | 2 | 84  | 73  | 11  | 4  | 8  |
| 3   | Antigua   | 3 | 1 | 0 | 2 | 60  | 96  | −36 | 1  | 5  |
| 4   | SJB       | 3 | 1 | 0 | 2 | 65  | 113 | −48 | 1  | 5  |

### Taça São Paulo-Paraná
| Data       | Incontro                             | Risultato |
| ---------- | ------------------------------------ | --------- |
| 18/05/2024 | Tornados ― Lechuza                   | 57-7      |
| 18/05/2024 | União Pé Vermelho ― Engenharia/Leões | 10-43     |
| 15/06/2024 | Engenharia/Leões ― Lechuza           | 52-12     |
| 22/06/2024 | Tornados ― União Pé Vermelho         | 31-19     |
| 20/07/2024 | Tornados ― Engenharia/Leões          | 15-23     |
| 20/07/2024 | União Pé Vermelho ― Lechuza          | 24-0      |

| Pos | Squadra           | G | V | N | P | PF  | PS  | P±   | BP | PT |
| --- | ----------------- | - | - | - | - | --- | --- | ---- | -- | -- |
| 1   | Engenharia/Leões  | 3 | 3 | 0 | 0 | 118 | 37  | 81   | 2  | 14 |
| 2   | Tornados          | 3 | 2 | 0 | 1 | 103 | 49  | 54   | 2  | 10 |
| 3   | União Pé Vermelho | 3 | 1 | 0 | 2 | 53  | 74  | −21  | 1  | 5  |
| 4   | Lechuza           | 3 | 0 | 0 | 3 | 19  | 133 | −114 | 0  | 0  |

### Taça Rio
| Data       | Incontro               | Risultato |
| ---------- | ---------------------- | --------- |
| 25/05/2024 | Rio Rugby ― Carioca    | 47-10     |
| 25/05/2024 | Itaguaí ― Maxambomba   | 24-0      |
| 22/06/2024 | Maxambomba ― Rio Rugby | 0-24      |
| 22/06/2024 | Itaguaí ― Carioca      | 18-57     |
| 27/07/2024 | Carioca ― Maxambomba   | 24-0      |
| 27/07/2024 | Rio Rugby ― Itaguaí    | 58-13     |

| Pos | Squadra    | G | V | N | P | PF  | PS  | P±  | BP | PT |
| --- | ---------- | - | - | - | - | --- | --- | --- | -- | -- |
| 1   | Rio Rugby  | 3 | 3 | 0 | 0 | 129 | 23  | 106 | 3  | 15 |
| 2   | Carioca    | 3 | 2 | 0 | 1 | 91  | 65  | 26  | 2  | 10 |
| 3   | Itaguaí    | 3 | 1 | 0 | 2 | 55  | 115 | −60 | 1  | 5  |
| 4   | Maxambomba | 3 | 0 | 0 | 3 | 0   | 72  | −72 | 0  | 0  |

## Qualificatório para o Super 12 de 2025
| Provenienza | Grupo A   | Grupo B          | Gruppo C  |
| ----------- | --------- | ---------------- | --------- |
| Super 12    | Desterro  | Curitiba         | São José  |
| Super 12    | Charrua   | Piracicaba       | Niterói   |
| Acesso      | Colonos   | Engenharia/Leões | Rio Rugby |
| Acesso      | Centauros | Tornados         | Carioca   |

| Legenda:                            |
| Confermato nel Super10 2024         |
| Promosso al Super10 2024            |
| Retrocede in seconda divisione 2024 |

### Grupo A
| Data       | Incontro             | Risultato |
| ---------- | -------------------- | --------- |
| 17/08/2024 | Colonos ― Charrua    | 34-29     |
| 17/08/2024 | Desterro ― Centauros | 71-0      |
| 07/09/2024 | Charrua ― Centauros  | 39-15     |
| 07/09/2024 | Desterro ― Colonos   | 55-3      |
| 28/09/2024 | Centauros ― Colonos  | 29-11     |
| 28/09/2024 | Charrua ― Desterro   | 37-10     |

| Pos | Squadra   | G | V | N | P | PF  | PS  | DP   | BMP | Pt |
| --- | --------- | - | - | - | - | --- | --- | ---- | --- | -- |
| 1   | Charrua   | 3 | 2 | 0 | 1 | 105 | 69  | +36  | 4   | 12 |
| 2   | Desterro  | 3 | 2 | 0 | 1 | 146 | 40  | +106 | 2   | 10 |
| 3   | Colonos   | 2 | 1 | 0 | 1 | 44  | 121 | −77  | 1   | 5  |
| 4   | Centauros | 3 | 1 | 0 | 2 | 48  | 113 | −65  | 1   | 5  |

### Grupo B
| Data       | Incontro                      | Risultato |
| ---------- | ----------------------------- | --------- |
| 17/08/2024 | Curitiba ― Engenharia/Leões   | 31-24     |
| 17/08/2024 | Tornados ― Piracicaba         | 46-3      |
| 07/09/2024 | Piracicaba ― Curitiba         | 3-59      |
| 07/09/2024 | Tornados ― Engenharia/Leões   | 7-35      |
| 28/09/2024 | Curitiba ― Tornados           | 29-10     |
| 28/09/2024 | Engenharia/Leões ― Piracicaba | 50-5      |

| Pos | Squadra          | G | V | N | P | PF  | PS  | DP   | BMP | Pt |
| --- | ---------------- | - | - | - | - | --- | --- | ---- | --- | -- |
| 1   | Curitiba         | 3 | 3 | 0 | 0 | 119 | 37  | +82  | 3   | 15 |
| 2   | Engenharia/Leões | 3 | 2 | 0 | 1 | 109 | 43  | +66  | 4   | 12 |
| 3   | Tornados         | 3 | 1 | 0 | 2 | 63  | 67  | −4   | 1   | 5  |
| 4   | Piracicaba Rugby | 3 | 0 | 0 | 3 | 11  | 155 | −144 | 0   | 0  |

### Grupo C
| Data       | Incontro             | Risultato |
| ---------- | -------------------- | --------- |
| 17/08/2024 | Rio Rugby ― São José | 7-48      |
| 17/08/2024 | Niterói ― Carioca    | 143-0     |
| 07/09/2024 | Carioca ― Rio Rugby  | 5-45      |
| 21/09/2024 | São José ― Niterói   | 31-16     |
| 28/09/2024 | Carioca ― São José   | 7-51      |
| 28/09/2024 | Niterói ― Rio Rugby  | 42-19     |

| Pos | Squadra   | G | V | N | P | PF  | PS  | DP   | BMP | Pt |
| --- | --------- | - | - | - | - | --- | --- | ---- | --- | -- |
| 1   | São José  | 3 | 3 | 0 | 0 | 130 | 30  | +100 | 3   | 15 |
| 2   | Niterói   | 3 | 2 | 0 | 1 | 201 | 50  | +151 | 2   | 10 |
| 3   | Rio Rugby | 3 | 1 | 0 | 2 | 71  | 95  | −24  | 1   | 5  |
| 4   | Carioca   | 3 | 0 | 0 | 3 | 12  | 239 | −227 | 0   | 0  |